# K. Megan McArthur
Katherine Megan McArthur, född 30 augusti 1971 i Honolulu, är en amerikansk astronaut som blev uttagen i astronautgrupp 18 den 27 juli 2000.
Hon är gift med astronauten Bob Behnken som blev uttagen i samma astronautgrupp. De har en son tillsammans.

## Rymdfärder
- Atlantis - STS-125

Sista servicefärden till rymdteleskopet Hubble. Hennes huvuduppgift under flygningen var att manövrera rymdfärjans Canadarm.
- SpaceX Crew-2

I juli 2020, offentliggjorde NASA att McArthur skulle flyga till Internationella rymdstationen (ISS) med SpaceX Crew-2 som sköts upp den 23 april 2021 från Kennedy Space Center.

## Rymdfärdsstatistik
| Färd          | Datum                      | Tid        | EVA     |
| ------------- | -------------------------- | ---------- | ------- |
| STS-125       | 11 - 24 maj 2009           | 309:37:00  | 0:00:00 |
| SpaceX Crew-2 | 23 april – 9 november 2021 | 4793:44:00 | 0:00:00 |
| Totalt        | Totalt                     | 5103:21:00 | 0:00:00 |

## Eftermäle
År 2022 döptes ett av Spacex supplyfartyg till Megan efter Megan McArthur.